# Metaal (astronomie)
De term metaal wordt in de astronomie in een ruimere zin gebruikt dan in de chemie, of in het dagelijkse taalgebruik: men bedoelt hiermee alle andere elementen dan waterstof en helium.
Het metaalgehalte of Z is de fractie van de massa van een ster of ander hemellichaam die niet uit waterstof (X) of helium (Y) bestaat.
Voor de atmosfeer van de zon is gevonden: X=0,7381, Y=0,2485, en Z=0,0134.

## Vorming van de metalen
Nadat het heelal ongeveer 13,7 miljard jaar geleden ontstond in de zogenaamde "oerknal", werd de grote massa neutronen gedurende de eerste 20 minuten omgezet in protonen en alfadeeltjes (bestaande uit twee protonen en twee neutronen), tezamen met de daarbij gevormde elektronen.
Toen na enkele honderdduizenden jaren de temperatuur tot ongeveer 3000 °C gedaald was, verenigden deze zich met de elektronen tot respectievelijk waterstof- en heliumatomen, waarbij de materie voor ongeveer 75% uit waterstof en 25% uit helium bestond. Daarnaast werd een zeer kleine hoeveelheid (0,01%) deuterium en nog minder lithium en beryllium (~10−8%) gevormd. Andere elementen waren er toen nog niet.
Die ontstonden pas, toen zich de eerste massieve sterren ontwikkelden. In de kernen daarvan werden de elementen zwaarder dan helium gevormd door middel van nucleosynthese. Wanneer de kern van zo'n ster de limiet van Chandrasekhar overschreed (ca. 1,4 zonnemassa), explodeerde de ster als een  supernova, waarbij een deel van de zware elementen in het interstellair medium werd geslingerd. Daardoor kreeg het interstellair gas dus geleidelijk een steeds hoger gehalte aan "metalen".
Nieuwe sterren, die uit dit interstellaire gas gevormd werden, hebben dus een hoger gehalte aan zwaardere elementen. In het melkwegstelsel maken de "metalen" thans ongeveer 1,5 % van de massa uit. Zuurstof alleen neemt hiervan al bijna de helft voor zijn rekening
| Zuurstof                      | 45 %    |
| Neon                          | 22,5 %  |
| Koolstof                      | 15 %    |
| Stikstof                      | 5,5 %   |
| IJzer                         | 3 %     |
| Silicium                      | 3 %     |
| Magnesium                     | 3 %     |
| alle andere elementen tezamen | ca. 3 % |

## Metingen
Het metaalgehalte wordt gewoonlijk uitgedrukt in logaritmische eenheden (dex = decimal exponent genoemd), vergeleken met het metaalgehalte van de zon. Vaak wordt hiervoor de hoeveelheid ijzer vergeleken:
{\displaystyle \mathrm {[Fe/H]} =\log _{10}{\frac {N_{\mathrm {Fe} }/N_{\mathrm {H} }}{(N_{\mathrm {Fe} }/N_{\mathrm {H} })_{\odot }}}\simeq \log _{10}{\frac {N_{\mathrm {Fe} }}{(N_{\mathrm {Fe} })_{\odot }}}}
Een ster met een metaalgehalte gelijk aan dat van de zon heeft een [Z/H] van 0,00 dex. Een metaalgehalte van een tiende betekent [Z/H]=−1,0 dex. De ster met het laagste gevonden metaalgehalte, SMSS J031300.36-670839.3 heeft [Z/H] < −7,1 dex.

## Populatie I, II en III
In heel oude sterren is het "metaalgehalte" veel lager dan bij betrekkelijk recente sterren (zoals onze zon); in sommige gevallen is dat minder dan 0,1 %. Men spreekt dan van sterren van populatie II, om ze te onderscheiden van de "normale" sterren, die tot populatie I worden gerekend.
Sterren met in het geheel geen "metalen" zijn nog niet gevonden, ook al zijn er recentelijk enige aanwijzingen gevonden voor het bestaan van deze hypothetische sterren van populatie III.